# Pectis saturejaoides
Pectis saturejaoides là một loài thực vật có hoa trong họ Cúc. Loài này được (Mill.) Sch.Bip. ex Seem. mô tả khoa học đầu tiên năm 1856.